# Der plötzliche Reichtum der armen Leute von Kombach
Der plötzliche Reichtum der armen Leute von Kombach is een West-Duitse dramafilm uit 1971 onder regie van Volker Schlöndorff.

## Verhaal
De inwoners van Opper-Hessen werken hard, maar ze komen toch niet rond. De kousenverkoper David bedenkt een plan om samen met een groep boeren een geldtransport van Biedenkopf naar Gießen te overvallen. Na enkele mislukte pogingen slagen ze daar ook in. Door hun plotselinge rijkdom lopen ze echter al gauw in de kijker.

## Rolverdeling
| Acteur                   | Personage       |
| ------------------------ | --------------- |
| Hanna Schygulla          | Berta           |
| Harry Baer               | Karl            |
| Irm Hermann              | Alma            |
| Rudolf Waldemar Brem     | Fabian          |
| Walter Sedlmayr          | Fritz           |
| Klaus Löwitsch           | Sergeant        |
| Margit Carstensen        | Margarete       |
| Carla Egerer             | Frieda          |
| Günther Kaufmann         | Max             |
| Burghard Schlicht        | Klaus           |
| Elga Sorbas              | Marie           |
| Gunter Krää              | Gottfreid       |
| Ulli Lommel              | Zeck            |
| Georg Lehn               | Hans Jacob Geiz |
| Reinhard Hauff           | Heinrich Geiz   |
| Karl-Josef Cramer        | Jacob Geiz      |
| Wolfgang Bächler         | David Briel     |
| Harald Müller            | Johann Soldan   |
| Margarethe von Trotta    | Sophie          |
| Joe Hembus               | Schrijver       |
| Walter Buschhoff         | Priester        |
| Maria Donnerstag         | Mevrouw Geiz    |
| Angelika Hillebrecht     | Johanna Soldan  |
| Harry Owen               | Ludwig Acker    |
| Wilhelm Grasshoff        | Rechter Danz    |
| Eva Pampuch              | Gänseliesel     |
| Rainer Werner Fassbinder | Boer            |